# Republika Środkowoafrykańska na Mistrzostwach Świata w Lekkoatletyce 2011
Republika Środkowoafrykańska na Mistrzostwach Świata w Lekkoatletyce 2011 reprezentowana była tylko przez jedną zawodniczkę.

## Występy reprezentantów Republiki Środkowoafrykańskiej

### Kobiety

#### Konkurencje biegowe
| Konkurencja   | Zawodnik                | Runda 1  | Runda 1 | Runda 2    | Runda 2 | Półfinał | Półfinał | Finał    | Finał   |
| Konkurencja   | Zawodnik                | Rezultat | Pozycja | Rezultat   | Pozycja | Rezultat | Pozycja  | Rezultat | Pozycja |
| ------------- | ----------------------- | -------- | ------- | ---------- | ------- | -------- | -------- | -------- | ------- |
| Bieg na 400 m | Evodie Lydie Saramandji |          |         | 1:05.10 SB | 36      |          |          |          |         |